# Katolska ligan (hugenottkrigen)

Flag of the Catholic League (French Wars of Religion)

Katolska ligan, Heliga ligan, grundades av Henrik I av Guise 1576 under hugenottkrigen i Frankrike. Påven, jesuiterna, Katarina av Medici och Filip II av Spanien utgjorde dess mäktiga medlemmar. Henrik III av Frankrike av ätten Valois fruktade ätten Guises makt och tolererade därför ligan men gjorde sig själv till dess ledare. Han upplöste själv alliansen 1577 efter att ha använt den till att vinna flera segrar i kriget mot hugenotterna.
1588 återuppstod ligan efter mordet på Henrik av Guise till stöd för den fängslade kardinalen av Bourbon som de utropade till kung "Karl X" (en titel som senare tillföll Karl X av Frankrike, bror till Ludvig XVI av Frankrike). Henrik III ingick emellertid en allians med Henrik av Navarra i april 1589, och tillsammans intog de Paris. Henrik III mördades under belägringen, och Henrik av Navarra blev sedermera Henrik IV av Frankrike. Efter att han 1594 konverterat till katolicismen tvingades ligan att acceptera honom som fransk kung, och ligan upplöstes under hans regeringstid. 